# Galbuliformes
Ordre
Classification phylogénétique
- Tétrapodes
  - Amniotes
    - Sauropsides
      - Diapsides
        - Archosauriens
          - Oiseaux
            - Néognathes
              - Piciformes
              - Galbuliformes
              - Bucerotiformes

L'ordre des Galbuliformes n'existe que dans la classification de Sibley. Traditionnellement, ses familles sont placées dans l'ordre des Piciformes.
Il comprend 2 familles d'oiseaux endémiques de la zone néotropicale.

## Liste des familles
Selon ITIS:
- famille des Bucconidae
- famille des Galbulidae